# 우즈베키스탄
우즈베키스탄 공화국(우즈베크어: Oʻzbekiston Respublikasi / Ўзбекистон Республикаси 오즈베키스톤 레스푸블리카시, 러시아어: Республика Узбекистан 레스푸블리카 우즈베키스탄[*]), 약칭 우즈베키스탄(우즈베크어: Oʻzbekiston / Ўзбекистон 오즈베키스톤, 러시아어: Узбекистан 우즈베키스탄[*])은 중앙아시아에 있는 내륙국이다. 수도는 타슈켄트이다. 우즈베키스탄은 준대통령제 헌법을 채택한 세속 국가입니다. 우즈베키스탄은 튀르크어권 국가 , CIS, UN, OSCE, SCO의 회원국입니다.

## 어원
우즈베키스탄의 어원은 직역하면 "우즈"(oʻz)는 "우리들의"이라는 뜻이며 "베크"는 투르크어로 왕이라는 뜻으로 "우리들의 왕"이라는 뜻이다. 그리고 "스탄"은 영어 "State"와 같은 어원을 가진 단어로 "지역", "땅"이라는 뜻이다. 우즈베크란 어디에도 속하지 않으며 자신들이 세운 왕이 있다는 뜻으로 독립적인 민족이라는 뜻이다.
이 민족 구성은 우즈베크인이 주민의 80%를 차지하며, 종교에는 이슬람교가 많다. 공용어는 우즈베크어이며 러시아어 사용자도 일부 있다.
1924년 우즈베크 소비에트 사회주의 공화국이 소련에 병합되었으나, 1991년 8월 31일에 독립을 선언하고 현재의 국명으로 개칭하였으며, 1991년 12월 독립국가연합(CIS)에 가입하였다. 1992년 대통령 중심의 민주공화제를 채택하였다.
중앙아시아에서 최대의 인구를 보유하고 있으며 주요자원은 석탄·천연가스·금·동·텅스텐 등이며, 부존자원이 매우 풍부한 편이다. 면화재배와 그 밖에 쌀·양·누에고치의 생산도 많다. 천연가스와 석유·갈탄·구리·유황의 산출 및 전력이 있고, 기계제조(농기·방직기·광업기·화학·식료품 공업용 장치류), 질소·과린산비료, 직물(견·면), 식료품공업 등등이 발달해 있다.

## 역사
기원전 3600년전 최초 인도-유럽어족 청동기 문명인 얌나야 문화에서부터 중앙아시아에 아파나시에보 문화(Afanasievo culture)가 나타났으며 기원전 2500년 안드로노보 문화(Andronovo culture)가 나타났다. 쿠르간 가설의 쿠르간 분구묘를 볼 수 있다. 고대에 우즈베키스탄의 중앙아시아에는 그리스인들과 스키타이인들이 살았다. 고구려인들이 당나라와 대결하기 위해서 스키타이-소그드인과 동맹을 맺기 위해 중앙아시아-우즈베키스탄을 방문한 모습이 그려진 아프로시압 벽화가 유명하다.
유럽으로 진출하여 게르만족인 동고트족을 정복한 훈족은 중앙아시아인과 매우 밀접한 관계가 있는 것으로 알려져 있다. 이 중앙아시아의 아리안인들은 4세기에는 중앙아시아에서 기원한 사바르(Sabar, Sebir)  카간국이 유럽으로 진출하여 동로마과 대립하거나 동맹을 맺기도 하였다. 사바르는 발라크(Balak)왕의 통치하에 부국강병을 이루고 사산조와 협력하여 516년에는 동로마을 공격하였다. 동로마의 프로코피우스는 "사바르는 사람의 역사 이래 상상할 수 없는 무기를 가지고 있으며 이란과 로마가 가진 무기들도 이 무기에 비하면 보잘 것 없다." 라고 사바르인의 우수성에 대해 말하였다. 5세기에는 다시 중앙아시아 사람들이 유럽으로 진출한 아바르 카간국은 슬라브인들을 정복하고 동로마 제국과 대결을 하였다. 7~8세기에서 중앙아시아에서 유럽으로 진출한 하자르 카간국은 모든 서, 남, 동 슬라브인들을 휘하에 두게 되고 하자르 카간국은 루스인들이 루스인의 최초 국가인 루스 카간국을 세우는데 영향을 끼쳤다. 이 중앙아시아의 투르크인들은 볼가강(Volga River)을 건너 중동으로 진출하여 이슬람교를 받아들이고 셀주크 투르크 제국을 건설하였으며 중세에는 오스만 투르크 제국을 건설하였다.
투르크계인 우즈베크인들은 15세기부터 우즈베키스탄으로 이동하였다. 16세기 초, 무함마드 샤이바니 때에 크게 팽창하여 카자흐족과 모굴리스탄 한국을 격파하고 티무르 왕조를 멸망시켜 트란속시아나(현 우즈베키스탄 일대)를 장악했으며 호라산 일대까지 진출했다. 1510년, 샤이바니 칸이 사파비 왕조와의 마르브 전투에서 패하여 영토 확장이 중단된 이후 우즈베크인은 중앙아시아 일대에 정착하여 안나프루에는 부하라 한국 호라즘에는 히바 한국을 세웠으며 페르가나에는 코칸트 한국이 건국되어 부하라한국, 히바한국, 코칸드한국의 우즈베크 삼한국이 건국되었다. 1920년에 소련에 합병되어 소련연방에 있었다.
우즈베키스탄은 1991년 8월 31일에 독립 선언과 함께 독립하였고 독립국가연합(CIS)에 가입하였다.

## 지리
동쪽은 키르기스스탄과 타지키스탄, 남쪽은 아프가니스탄, 남서쪽은 투르크메니스탄, 북쪽과 북서쪽은 카자흐스탄과 국경을 접한다. 북서 일부는 아랄해에 면한다. 리히텐슈타인과 함께 세계에서 둘 밖에 없는 이중 내륙국 가운데 하나이다.
우즈베키스탄은 중앙아시아의 중부에 위치한 나라이다. 이곳도 사막성 기후의 특징이 잘 나타나는 곳이다. 아랄 해가 위치해 있지만, 소비에트 연방 때는 강을 개간용으로 사용했기 때문에 현재는 호수 면적이 줄어들고 있다. 우즈베키스탄에는 여러 강들이 존재하며 "섬들의 바다"라는 뜻을 가진 세계에서 4번째로 큰 호수인 아랄해가 존재한다.

## 행정 구역
우즈베키스탄은 12개의 주(viloyat)와 1개의 자치 공화국(avtonom respublikasi), 1개의 특별시(shahar)로 구성되어 있다.
| 행정 구역                                              | 주도                   | 면적 (km2) | 인구 (2008년 기준) | 번호 |
| ------------------------------------------------------ | ---------------------- | ---------- | ------------------ | ---- |
| 안디잔 주 (Andijon viloyati)                           | 안디잔 (Andijon)       | 4,200km2   | 2,477,900명        | 2    |
| 부하라 주 (Buxoro viloyati)                            | 부하라 (Buxoro)        | 39,400km2  | 1,576,800명        | 3    |
| 페르가나 주 (Fargʻona viloyati)                        | 페르가나 (Fargʻona)    | 6,800km2   | 2,997,400명        | 4    |
| 지자흐 주 (Jizzax viloyati)                            | 지자흐 (Jizzax)        | 20,500km2  | 1,090,900명        | 5    |
| 호레즘 주 (Xorazm viloyati)                            | 우르겐치 (Urganch)     | 6,300km2   | 1,517,600명        | 13   |
| 나망간 주 (Namangan viloyati)                          | 나망간 (Namangan)      | 7,900km2   | 2,196,200명        | 6    |
| 나보이 주 (Navoiy viloyati)                            | 나보이 (Navoiy)        | 110,800km2 | 834,100명          | 7    |
| 카슈카다리야 주 (Qashqadaryo viloyati)                 | 카르시 (Qarshi)        | 28,400km2  | 2,537,600명        | 8    |
| 카라칼파크스탄 (Qoraqalpogʻiston Avtonom Respublikasi) | 누쿠스 (Nukus)         | 160,000km2 | 1,612,300명        | 14   |
| 사마르칸트 주 (Samarqand viloyati)                     | 사마르칸트 (Samarqand) | 16,400km2  | 3,032,000명        | 9    |
| 시르다리야 주 (Sirdaryo viloyati)                      | 굴리스탄 (Gulistion)   | 5,100km2   | 698,100명          | 10   |
| 수르한다리야 주 (Surxondaryo viloyati)                 | 테르메스 (Termez)      | 20,800km2  | 2,012,600명        | 11   |
| 타슈켄트 주 (Toshkent viloyati)                        | 타슈켄트 (Toshkent)    | 15,300km2  | 2,537,500명        | 12   |
| 타슈켄트 (Toshkent shahri)                             | 타슈켄트 (Toshkent)    | 335km2     | 2,192,700명        | 1    |

## 기후
우즈베키스탄은 사막형 대륙성기후에 속하기 때문에 국토의 대부분이 연중 매우 건조하며 대체로 길게 지속되는 여름은 건기로서 열대공기의 영향으로 매우 뜨겁고 건조하며 비가 거의 내리지 않는다. 여름에는 하늘에서 비가 내리다가 미처 땅에 도달하기도 전에 말라버리는 마른비가 내린다. 반면 겨울에는 우기로 비와 눈이 자주 내리면서 비교적 습도가 높고 강수량이 적은 편이고 굉장히 춥다. 타슈켄트는 우즈베키스탄 기후의 특성을 잘 나타내준다.

## 교통
우즈베키스탄에서는 교통이 매우 중요한 역할을 합니다. 우즈베키스탄은 철도, 도로 및  항공 운송을 포함한 잘 발달 된 교통 시스템을 가지고 있습니다. 도시 간 여행 에 가장 편리 한 방법 은 아프라시아브 와 샤크 와 같은 고속 열차 이며,타슈켄트 에는  지하철 도 있다. 이 나라의 영토는 평균 및 높은 인구 밀도,산업 및 농업 센터의 고립,우즈베키스탄에 중요한 개발 된 교통 시스템이 특징입니다.

## 정치

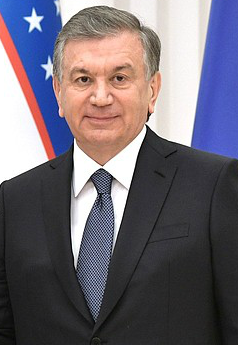
現 우즈베키스탄 대통령 샵카트 미르지요예프

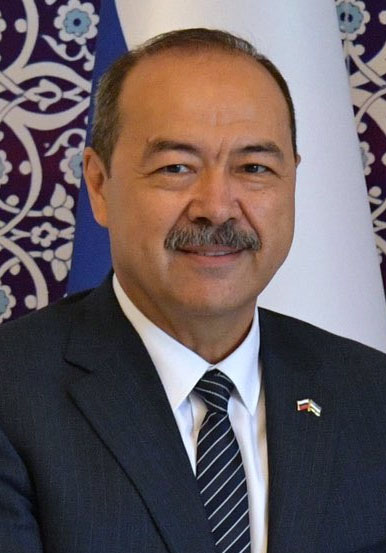
現 우즈베키스탄 총리 압둘라 아리포프

우즈베키스탄은 1991년 소비에트에서 독립하면서 독립당시 우즈베키스탄 공산당 서기장으로 있던 이슬람 카리모프가 우즈베키스탄의 대통령이 되었다. 헌법이 제정된 이후 대통령의 연임이 가능하도록 개정하였으며, 이후 종신직이 가능하도록 헌법을 개정하였다. 총리는 대통령이 임명하며, 1995년 12월에 신설되었다.
대한민국과는 1992년 수교 이후 2006년에는 전략적 동반자의 우방국이 됐으며, 2016년 북한이 제 4차 핵실험을 했을 때 북한 대사관을 폐쇄시켰다.
또한 양국 수교 27년만에 2019년 4월 19일에는 대한민국과 우즈베키스탄은 "특별 전략적 동반자" 관계로 격상되었다.
휴먼라이트워치와 국제사면위원회(엠네스티)에서는 우즈베키스탄에서 광범위하게 이루어지고 있는 반체제인사에 대한 폭력과 고문을 비판하고 있으며,
카리모프 대통령은 국제사회에서 독재자로 비판받고 있었다. 하지만 이슬롬 카리모프의 철권통치로 인해 인접국인 이란과 아프가니스탄처럼 이슬람극단주의가 도는 국가와 달리 매우 안전한 국가로 만들었다는 평도 있으며 외국의 이슬람 극단주의자가 우즈베키스탄을 거쳐 한국에 입국하는 경우에는 통보하기도 하였으며 현재도 계속 대한민국정부와 많은 협력 중이다. 우즈베키스탄은 이슬람 극단주의가 많은 아프가니스탄을 견제하기 위하여 미국과 많은 협력을 하고 있으며 우즈베키스탄 국내에선 강력한 경찰의 힘으로 이슬람 극단주의가 존재하지 않는다. 또한 이슬람 극단주의 국가들로 도망친 소수의 우즈벡인들을 유엔에 신고하고 있다.
카리모프 대통령은 또한 2005년 5월 13일 안디잔에서 벌어진 민주화 시위에 발포명령을 내리는 등 무력으로 강경진압하여 500~1500명(추정)을 학살하여 국제사회의 많은 비판을 받았다. 러시아와도 가깝기도 하지만 역사적인 이유로 적대적이기도 했다. 그래서 2012년에는 러시아의 집단 안보 조약 기구에서 탈퇴했다.
2016년 9월 3일 카리모프 대통령이 향년 78세의 나이로 별세했다. 이로써 카리모프에 의한 25년간의 군사독재는 종식되었다.
현 우즈베키스탄 대통령인 샵카트 미르지요예프는 정치범들을 석방하고 사람 중심의 민주화적인 정치성향이 있어 기대를 받고 있다. 대한민국의 문재인 대통령은 2019년 4월18일부터 21일까지 신북방정책의 거점국이라고 불리는 우즈베키스탄을 국빈방문하여 미르지요예프 대통령과 정상회담을 하였다. 우즈베키스탄은 대한민국의 중앙아시아 핵심 우방국으로 이동욱 전 보건복지부 실장을 우즈베키스탄 보건부 차관 겸 사회부총리 자문관으로 임명하였고 고려인들과 한국인들이 우즈베키스탄 정부 부처 고문으로, 또는 자문으로 활동하고 있다.

## 인구와 주민
우즈벡인은 투르크 기마 민족이며 우즈벡의 왕은 한(Xon, Han)이라고 불렀다. 우즈벡이란 이슬람을 받아들인 튀르크 민족으로서 오구즈 한을 말하는 것이다. 우즈베키스탄에 있는 오구즈 투르크인들은 중동에 진출하여 셀주크 투르크 제국을 건설하기도 하였다. 나중에 우즈벡 한이 이슬람을 받아들이면서 우즈벡이라는 말이 중앙아시아에서는 무슬림들을 가리키는 말로 사용되기도 하였다. 그러다가 점차 이들의 세력이 점차 커지면서 널리 알려져 오구즈 튀르크라는 뜻인 우즈벡이 왕조와 국가의 명칭 그리고 민족명으로 사용되기에 이르렀다. 14세기까지 이 지역 사람들을 ‘큽착인’이라고도 불렀으며 이들이 ‘우즈벡’이라는 민족명으로 불린 것은 15세기 말에서 16세기 초 무렵으로 추정된다. 14세기 말에는 큽착왕국이 쇠잔해졌으며 우즈베크인의 샤이바니 한이 티무르제국을 멸망시키면서 무슬림 오구즈 튀르크의 계승자들로서 ‘우즈벡’이라고 부르게 되면서 이 이름이 널리 알려지게 되었다.
우즈베키스탄의 인구는 33,254,100명(2019년 추정치)이며 우즈벡 민족과 여러 소수 민족들이 살고 있다. 현재 우즈베키스탄에는 옛 소련의 다른 나라에서 직장을 가지며 일하던 우즈벡인이 돌아오고 있어서 소수 민족들의 비율은 점차 줄어들고 있다. 대표적인 예로 1989년 통계에서 러시아인들의 비율이 35%였으나, 2005년에는 3.7%로 대폭 감소하였다. 2005년에 전체 인구 중 우즈벡인이 차지하는 인구 비율은 83.8%로 가장 많으며 그 밖의 타지크인(4.8%), 러시아인(2.3%), 카자흐족(2.5%), 타타르족(1.5%), 고려인(0.6%)이 있다. 특히 소련의 스탈린의 고려인의 중앙아시아 강제 이주에 많은 고려인들이 우즈베키스탄에 정착하였는데 다른 중앙아시아 국가와는 달리 우즈벡인들은 고려인들이 우즈베키스탄에서 잘 정착할 수 있도록 지원과 도움을 아끼지 않았고 현재 우즈베키스탄 정부의 장관과 정치인들 그리고 유명한 기업인에는 고려인도 다수 존재한다. 최근에는 우즈베키스탄에 살던 많은 고려인들이 재외동포비자로 대한민국에 이주하여 살고 있다.
중앙아시아의 다른 국가들과 마찬가지로 우즈베키스탄 공화국의 인구는 비교적 "젊고", 대부분이 노동 가능 연령대입니다. 전체 인구의 42%는 노동 가능 연령대의 젊은층, 51%는 노동 가능 연령대, 7%는 노동 가능 연령대 이상입니다.
2021년 우즈베키스탄 인구의 민족 구성:
- 우즈베크인  2,920만 명, 전체 인구의 84.4%
- 타지크인  170만 명
- 카자흐인  82만 1,200명
- 카라칼팍인  75만 2,700명
- 러시아인  72만 3,000명
- 키르기스인  29만 1,600명
- 투르크멘인  20만 6,200명
- 타타르인  18만 7,300명
- 한국인  17만 4천 2백 명
- 우크라이나인  6만 7천 9백 명
- 아제르바이잔인  4만 1천 2백 명
- 벨라루스인  1만 8천 5백 명
- 기타 국적: 42만 6천 4백 명

우즈베키스탄의 인구는 동부지역, 특히 페르가나 분지와 타슈켄트, 사마르칸트, 부하라, 안디잔 등의 도시에 집중되어 있다. 지역별로 보면 사마르칸트 주에 가장 많은 인구가 거주하고 있으며 다음으로 페르가나 주와 타슈켄트 시를 들 수 있다. 그러나 인구밀도 면에서 수도 타슈켄트를 제외하면 안디잔 주와 페르가나 주가 가장 높은 편이다. 우즈베키스탄의 도시들은 우즈베크인들에 의한 오랜 유서 깊은 문화가 존재하며 긴 역사를 가지고 있고 중앙아시아에서 가장 인구가 많은 국가이다.

## 언어
우즈베키스탄은 공식적으로 우즈벡어를 사용하며 우즈벡어는 우즈베키스탄의 공용어이다. 우즈베키스탄에서는 우즈베크인 단일민족이 80%가 넘지만 고려인 등 소수 민족 간의 소통언어로는 러시아어를 사용하며 러시아어도 우즈베크어와 함께 우즈베키스탄에서 많이 사용하는 언어이다. 우즈베키스탄의 수도인 타슈켄트와 지방 도시들은 우즈베크어와 러시아어를 일상생활에서 사용한다. 1991년 이후에 우즈베크어 사용을 권장하고 있기 때문에 공용어에서 배제된 러시아어의 중요도는 예전보다 떨어졌다. 최근에는 우즈벡 정부의 우즈벡 문화를 중시하는 노선에 따라 거리의 대부분 간판이나 공식서류가 거의 우즈벡어로 되어 있으며 2004년부터는 100% 우즈벡어로만 공식 서류가 발행되고 있다.
하지만 러시아어는 고려인이나 다른 중앙아시아인들 사이에서 커뮤니케이션을 할 때 중요한 언어이며, 특히 도시에서 이러한 경향이 강하다. 또한 우즈베크인이라도 일상생활에서 러시아어만 사용하는 사람들도 있다. 또, 사업, 학술 등의 분야에서는 러시아어의 사용이 필수적인 경우도 많고 대부분의 대학교육에서 러시아어가 교수언어가 되고 있다. 2003년 보고에 의하면 우즈베키스탄 인구의 절반 정도가 러시아어를 말하거나 또는 이해할 수 있다고 한다. 또한 사람들 사이에서는 러시아어의 사용이 아직도 많은 편이기 때문에 정부가 주도한 러시아어의 사용을 권장하지 않는 정책은 급속히 줄어들고 있다. 또, 초등교육에서 수학언어는 우즈베크어와 러시아어로 나뉘어 있으며, 대학진학이나 사업에서 다국어 사용은 유리하게 되기 때문에 우즈베크인이라도 교수언어로 러시아어를 선택하는 사람도 있다. 현재 우즈베크인들은 키릴 문자보다 로마자를 더 많이 사용하는 추세이며, 평상시 일상생활에서는 우즈베크어를 사용하는 사람들이 많아졌다. 또한 최근 들어서는 영어의 중요성이 부각되어 영어를 배우는 우즈베크인들도 많이 늘어나고 있다.
우즈베크어는 우즈베키스탄에서 유일한 공용어로 지정된 언어이며, 1992년 이후 로마자에 의한 표기법이 도입되었다. 사마르칸트나 부하라, 샤흐리삽스, 키타브 등 남부 지역, 나망간, 코칸트, 페르가나, 카산, 카니바담 등의 페르가나 분지지역, 바기스탄 등의 시르다리야강 연안지역에서는 타지크어가 광범위하게 걸쳐서 사용되고 있지만, 학교교육에서 타지크어교육은 금지되어 있으며, 가정이나 지역 공동체에서 사용되는 언어에 불과하다. 그 때문에 타지크어는 대부분 우즈베크어화가 되어가고 있기 때문에 통계에서는 타지크어의 비율은 4.4%로 낮아졌다.
1920년대 이전에 우즈베크어 표기로 아랍 문자 필기체인 나스탈리크 체로 사용하고 있었다. 1926년에 새롭게 로마자가 도입되었고, 1930년대를 통해 몇 차례의 문자 개정을 거쳤다. 1940년에는 다시 문자 개정이 행해지고, 소련정부에 의해 키릴 문자로 바뀌었다. 키릴 문자의 사용은 소련붕괴까지 계속되었지만, 1993년 우즈베키스탄은 재차 로마자를 정서법으로 제정, 1996년에 법제화가 행해지며 2005년 이후에는 학교에서 가르칠 때에 로마자를 사용한 지도를 행할 수 있게 되었다. 그렇지만 공식출판물 등에서는 로마자를 사용하는 경우가 많지만 키릴 문자를 사용한 간판이 눈에 띄는 등 키릴 문자 사용은 자주 있는 편이다. 2019년 기준으로는 건물과 간판에 로마자 사용이 늘고 있다.
우즈베크어(74.3%), 러시아어(14.2%), 기타 언어(타지크어, 카자흐어, 투르크멘어(4.4%))순으로 되어 있으며 그 외, 부하라어, 카라칼파크어, 카자흐어, 키르기스어, 크림타타르어, 중앙아시아 한국어 등도 사용되고 있는 다언어국가이지만 소수이며 우즈베크어가 주로 사용된다.

## 종교
주민의 88%가 무슬림이며, 이 중 다수(70%)가 수니파이다. 원래 그리스와 월지국이 존재하여 불교와 조로아스터교의 영향을 받았으나, 8 ~ 9세기 경 우즈벡에서 기원한 투르크계 민족들은 이슬람을 받아들였다. 우즈베키스탄의 주민인 튀르크인들은 이슬람을 받아들이고 중동에 진출하여 투르크제국을 건설하고 이슬람의 수호자를 자칭했다. 1991년 독립 이후에는 이슬람 부흥 운동으로 자발적인 이슬람 교육이 증가하였으나 히잡을 착용하는 사람은 아직 소수이며 중동만큼 이슬람 생활이 엄격하지 않고 술과 돼지고기 섭취도 자유로우며 생활면에서 매우 자유롭다. 종교를 개종하는 것에도 자유로우며 다른 종교 중에서 가톨릭과 개신교도 존재하고 러시아 정교회를 포함한 기독교가 대부분을 차지하고 있다. 고려인들은 개신교 혹은 러시아 정교회를 믿는 사람들이 있다. 또한 우즈베키스탄은 이슬람교를 믿는 사람들이 많은 나라인데도 금요일은 주말이 아니고 토요일, 일요일이 주말이다. 그러나 이슬람교도들은 돼지고기와 술을 먹지 않지만 라마단 기간에는 아무것도 먹지 않는다.

## 군대

### 육군
지상군 약 4만명의 규모가 있다.

### 해군
이 나라는 내륙국으로 해군이 없다.

### 공군
약 1만 5000명정도의 규모이다.

## 교육
1991년 이후, 로마 문자 차용, 의무 교육의 단축 등을 시행하여 교육 제도를 개혁하였다. 학생 수가 전체 인구의 절반을 차지(2001년 기준)하며, 평균 취학 기간이 11.4년, 문자 해독률이 99.1%, 교육 비용이 국내총생산의 7.9%를 차지한다.

## 경제
과거 우즈벡 민족은 실크로드 상의 무역에 종사했던 민족이다. 실크로드 무역으로 우즈베키스탄은 매우 부유한 국가였으며 황금과 소, 양과 음식이 넘쳐났다는 기록이 있다. 역사적으로 보았을 때에는 우즈베키스탄 민족이 실크로드 무역을 통해서 경제적인 부를 가장 많이 축적했었다고 여겨진다. 예전에는 목화 재배가 많았으며 현재 우즈베키스탄은 공업과 농업이 주산업이다.
현재 우즈베키스탄의 경제 성장률은 2004년부터 최근까지 매년 평균 7.4%(5~8%)로 급속한 고성장을 하고 있다. 현금 거래 위주의 지하경제 때문에 실제 1인당 GDP는 더 높다. 약 600개의 한국 기업이 우즈베키스탄에 진출하였으며 우즈베키스탄은 러시아 다음으로 대한민국과 높은 교역량을 가지고 있다. 대한민국이 우즈베키스탄에 수출하는 금액은 2,117백만달러에 높은 수준이지만 우즈베키스탄이 대한민국에 수출하는 금액은 22백만달러로 매우 적어 큰 무역 불균형이 일어나고 있다. 대한민국이 우즈베키스탄과의 무역에서 얻는 무역수지는 2,096백만달러로 대한민국 입장에서는 우즈베키스탄은 중앙아시아에서 중요 수출국이라고 볼 수 있다.
최근 미르지요예프 대통령의 개혁 정책으로 우즈베키스탄은 세계은행에서 실시한 기업환경 평가에서 가장 큰 진전을 보인 상위 10개국으로 선정되었다.

## 문화
1991년 독립 이후, 이슬람 문화가 복원되었다. 전통 문화로는, 4분의 3박자의 민요와 '차반'을 입고 노래와 춤을 추는 것이 있다. 또한, '바자르'라 불리는 노천 시장과, '유르트'격인 '마할라'라 불리는 마을 단위 조직이 있다. 치안에 있어서 매우 엄격한 편이여서 밤에도 사람들이 돌아다닐 수 있다.
러시아계와 고려인 이외의 대부분의 우즈베키스탄인들은 이슬람 종교를 믿는다. 우즈베키스탄에서 성매매는 불법이며 기본 무슬림 국가이기 때문에 단속되면 자국인, 외국인할 것 없이 처벌이 다른 국가에 비해 세다. 사업자의 경우 사업이 철회되고 재산이 몰수되는 등 타격이 크다. 외국인이 구속되는 경우 강제추방보단 수감되는 경향이 많으며 추방되면 영구 입국거부와 신문에 나오는 등 사업에 관여하지 못하게 된다.

### 유네스코 세계문화유산
우즈베키스탄에는 유네스코 세계문화유산으로 등재된 문화유산 5곳과 자연유산 2곳이 있습니다. 문화 유적지는 다음과 같습니다.
- 이찬 칼라(히바), 1990년 추가
- 부하라 역사 지구, 1993년 추가
- 샤흐리샤브즈 역사 지구, 2000년 추가
- 사마르칸트 - 문화의 교차로, 2001년 추가
- 실크로드 자라프샨- 카라쿰 회랑, 2023년 추가[20][21]

자연 유적지는 다음과 같습니다.
- 서부 톈산 산맥, 2016년 추가
- 투란의 한겨울 사막, 2023년 추가[22]